# The Cub
The Cub er en amerikansk stumfilm fra 1915 af Maurice Tourneur.

## Medvirkende
- Johnny Hines som Steve Oldham.
- Martha Hedman som Alice Renlow.
- Robert Cummings som White.
- Dorothy Farnum som Peggy White.
- Jessie Lewis som Becky King.